# Morogoro (Region)
Morogoro ist eine der 31 Regionen in Tansania, der Sitz der Verwaltung ist in der Stadt Morogoro. Die Region hat eine Größe von 70.624 Quadratkilometer und rund 3,2 Millionen Einwohner (Volkszählung 2022). Sie ist nach Tabora die zweitgrößte Region von Tansania und gleich groß wie Bayern. Der Anteil der Landwirtschaft am Bruttoinlandsprodukt liegt bei 68 Prozent, der Service trägt 17 und die Industrie 15 Prozent bei. Die Landwirtschaft wird überwiegend von Kleinbauern betrieben. Neben den Nutzpflanzen Reis, Mais, Sorghum, Bohnen, Süßkartoffeln, Yamswurzeln und Gemüse werden auch Baumwolle, Sonnenblumen, Simsim, Kakao, Sisal, Cashewnüsse und Kaffee für den Verkauf angebaut.

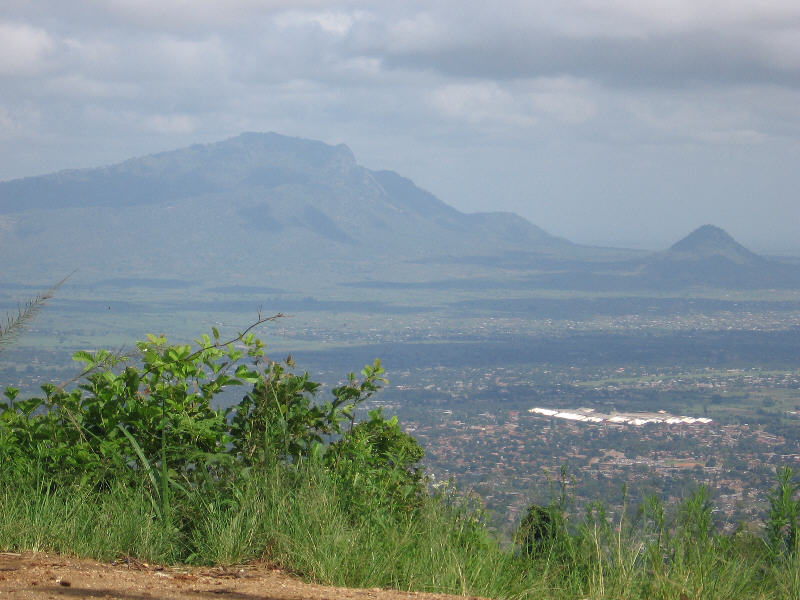
Stadt Morogoro mit dem Uluguru-Gebirge im Hintergrund

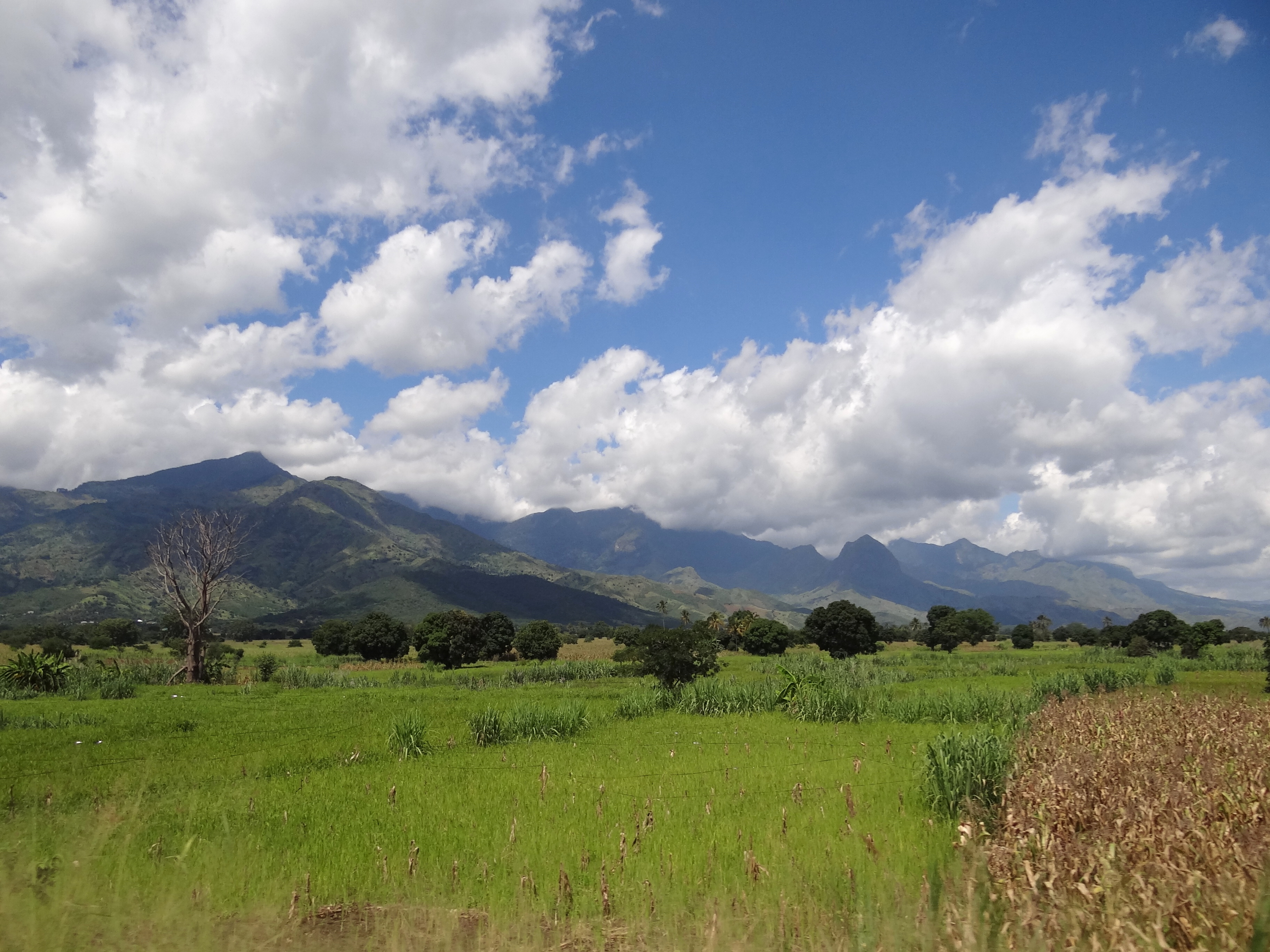
Südliches Hochland

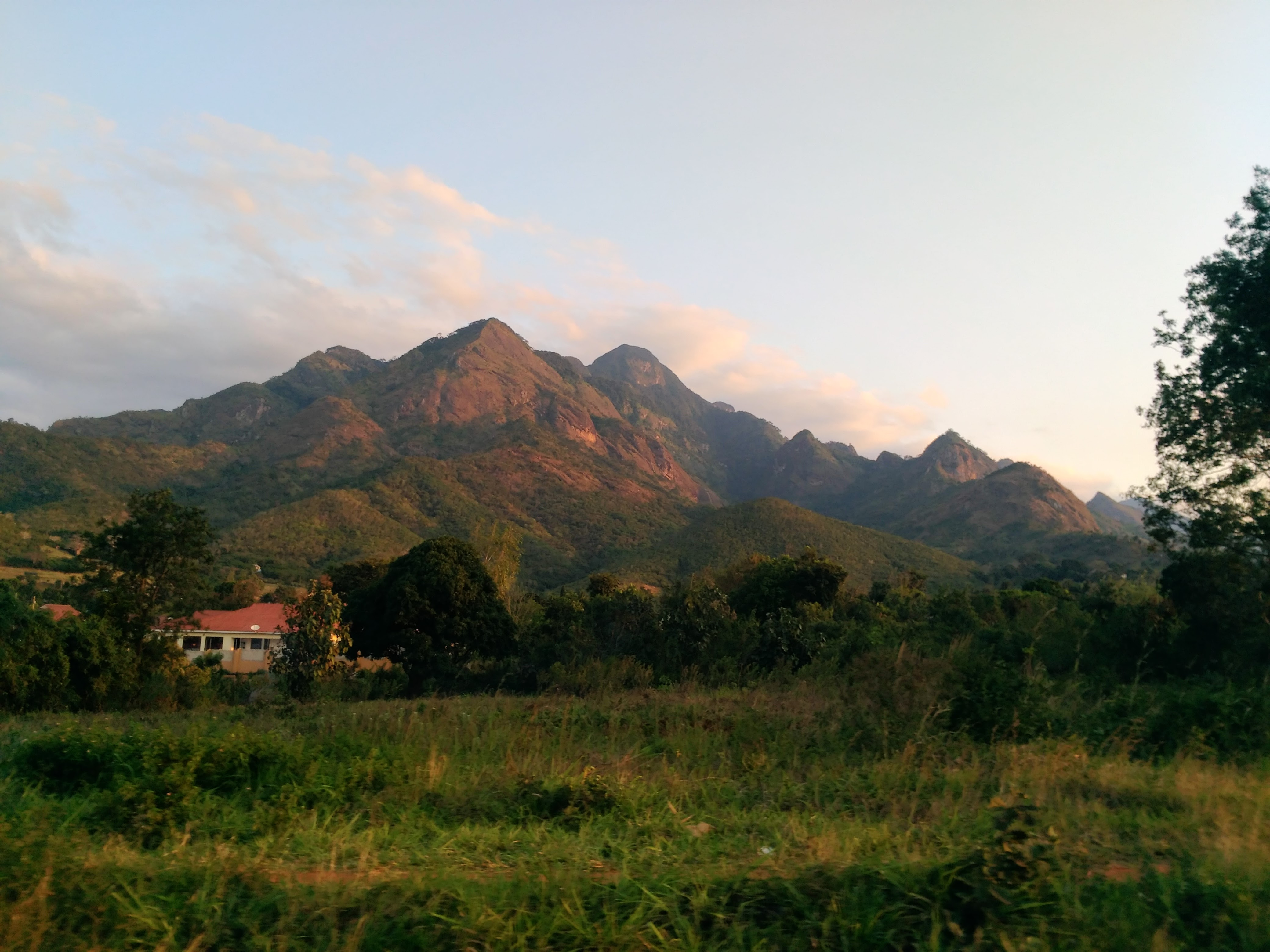
Uluguru-Gebirge

## Geographie
Die Region wird in drei Zonen eingeteilt:
- Flachland: Weite Teile des Distrikts Kilombero liegen unter 300 Meter über dem Meeresniveau, ebenso die Täler der Flüsse Luwegu und Luhombero.
- Hochebene: Die Hochebene liegt zwischen 300 und 600 Meter über dem Meer und beinhaltet den Distrikt Kilosa und weite Teile der zentralen und südlichen Region.
- Hochland: Das Hochland umfasst nicht zusammenhängende Gebiete über 600 Meter, wie das Nguru Gebirge im Norden, den  Udzungwa Gebirgszug im zentralen Teil und die Ubena Berge östlich der Stadt Morogoro.[5] Die höchsten Erhebungen sind der Uluguru und der Kimhondu, beide über 2600 Meter hoch.[6]

### Klima
In Morogoro gibt es zwei Regenzeiten, eine dauert von Oktober bis Mitte Januar, die zweite von Februar bis Ende Mai. Die jährliche Niederschlagsmenge liegt zwischen 600 Millimeter im Tiefland und 1200 Millimeter im Hochland. Durch diese hohe Niederschlagsmenge gibt es 143 Flüsse, die das ganze Jahr über Wasser führen. Das Klima ist tropisch, Aw nach der effektiven Klimaklassifikation.
|                        | Jan  | Feb  | Mär  | Apr  | Mai  | Jun  | Jul  | Aug  | Sep  | Okt  | Nov | Dez  |   |      |
| Mittl. Temperatur (°C) | 26,5 | 26,5 | 26,4 | 25,2 | 23,7 | 22   | 21,5 | 22,5 | 23,4 | 24,8 | 26  | 26,5 | ⌀ | 24,6 |
| Mittl. Tagesmax. (°C)  | 31,8 | 31,9 | 31,7 | 29,8 | 28,4 | 27,5 | 27,4 | 28,6 | 29,9 | 31,3 | 32  | 32,3 | ⌀ | 30,2 |
| Mittl. Tagesmin. (°C)  | 21,3 | 21,2 | 21,2 | 20,7 | 19,1 | 16,5 | 15,6 | 16,4 | 17   | 18,4 | 20  | 21,5 | ⌀ | 19,1 |
|                        |      |      |      |      |      |      |      |      |      |      |     |      |   |      |
| Niederschlag (mm)      | 116  | 100  | 135  | 191  | 73   | 20   | 16   | 13   | 21   | 42   | 83  | 125  | Σ | 935  |

| 21,3 |

| 21,2 |

| 21,2 |

| 20,7 |

| 19,1 |

| 16,5 |

| 15,6 |

| 16,4 |

| 17 |

| 18,4 |

| 20 |

| 21,5 |

| 21,3 |

| 21,2 |

| 21,2 |

| 20,7 |

| 19,1 |

| 16,5 |

| 15,6 |

| 16,4 |

| 17 |

| 18,4 |

| 20 |

| 21,5 |

### Nachbarregionen
| Manyara       | Tanga                                       |       |
| Dodoma Iringa | Kompassrose, die auf Nachbargemeinden zeigt | Pwani |
| Njombe        | Ruvuma                                      | Lindi |

## Geschichte
Im Jahr 1961, als Tanganjika die Unabhängigkeit erlangte, war die heutige Region Morogoro Teil der Ostprovinz, zusammen mit Daressalam und dem Küstengebiet. Ein Jahr später wurde die Region Morogoro gegründet, sie bestand aus den drei Distrikten Morogoro, Kilosa und Ulanga.

## Verwaltungsgliederung
Die Region Morogoro wird in neun Distrikte unterteilt:
| Distrikt        | Einwohner 1988 | Einwohner 2002 | Einwohner 2012 | Einwohner 2016 | Einwohner 2022 |
| --------------- | -------------- | -------------- | -------------- | -------------- | -------------- |
| Kilosa          | 346.526        | 346.184        | 438.175        | 481.418        | 617.032        |
| Morogoro DC     | 430.202        | 263.012        | 286.248        | 169.740        | 387.736        |
| Morogoro MC     | 117.601        | 227.921        | 315.866        | 347.038        | 471.409        |
| Kilombero 2) 3) | 187.593        | 321.611        | 407.880        | 448.133        | aufgelassen    |
| Ifakara TC 3)   | 187.593        | 321.611        | 407.880        | 144.758        | 290.424        |
| Ulanga          | 138.642        | 193.280        | 265.203        | 165.903        | 232.895        |
| Malinyi         | -              | -              | - 1)           | 125.472        | 225.126        |
| Mvomero         | -              | 259.347        | 312.109        | 342.911        | 421.741        |
| Gairo           | -              | 142.007        | 193.011        | 212.059        | 258.205        |
| Mlimba 2)       | -              | -              | -              | -              | 292.536        |

1) Der Distrikt Malinyi wurde nach 2012 von Ulanga abgespaltet
2) Der Distrikt Mlimba entstand zwischen 2016 und 2022 aus dem westlichen Teil von Kilombero
3) Der östliche Teil von Kilombero kam zwischen 2016 und 2022 zu Ifakara TC

## Bevölkerung
In der Region leben vor allem Waluguru, Wasagara, Wakaguru, Wandamba und Wapogoro. Die Bevölkerungspyramide zeigt eine Geschlechterverteilung von 97 Männer auf hundert Frauen, wobei das Verhältnis auf dem Land 99:100 und in der Stadt 93:100 ist. Der Anteil der Analphabeten bei den über Fünfjährigen liegt bei 28 Prozent. Während im städtischen Bereich 86 Prozent Lesen und Schreiben können, sind es auf dem Land nur 65 Prozent (Stand 2012).

## Einrichtungen und Dienstleistungen
- Bildung: In der Region gibt es 879 Grundschulen, 840 werden staatlich geführt und 39 sind privat. Von den 336 weiterführenden Schulen sind 181 öffentliche Schulen und 55 Privatschulen.[14] Die Anzahl der Schüler in der ersten Klasse der Grundschule stieg von 43.909 im Jahr 2016 auf 82.795 im Jahr 2018. In diesem Jahr kamen auf einen Lehrer 58 Schüler.[15]
- Gesundheit: Für die medizinische Versorgung der Bevölkerung stehen dreizehn Krankenhäuser und 56 Gesundheitszentren zur Verfügung. Von den Krankenhäusern sind neun privat geführt, von den Gesundheitszentren sechzehn. In der Region gibt es 325 Apotheken.[14] Speziell für Mütter mit Kindern wurden 336 Zentren eingerichtet, die Schwangerschaftsuntersuchungen, Geburtshilfe, Betreuung nach der Geburt und Beratung zur Empfängnisverhütung anbieten. Gab es im Jahr 2016 noch 125 Todesfälle je 100.000 Geburten, so sank dieser Wert auf 106,5 im Jahr 2018.[16]
- Wasserversorgung: Im Jänner 2019 hatten 69 Prozent der Einwohner Zugang zu sauberem und sicherem Wasser.[17]

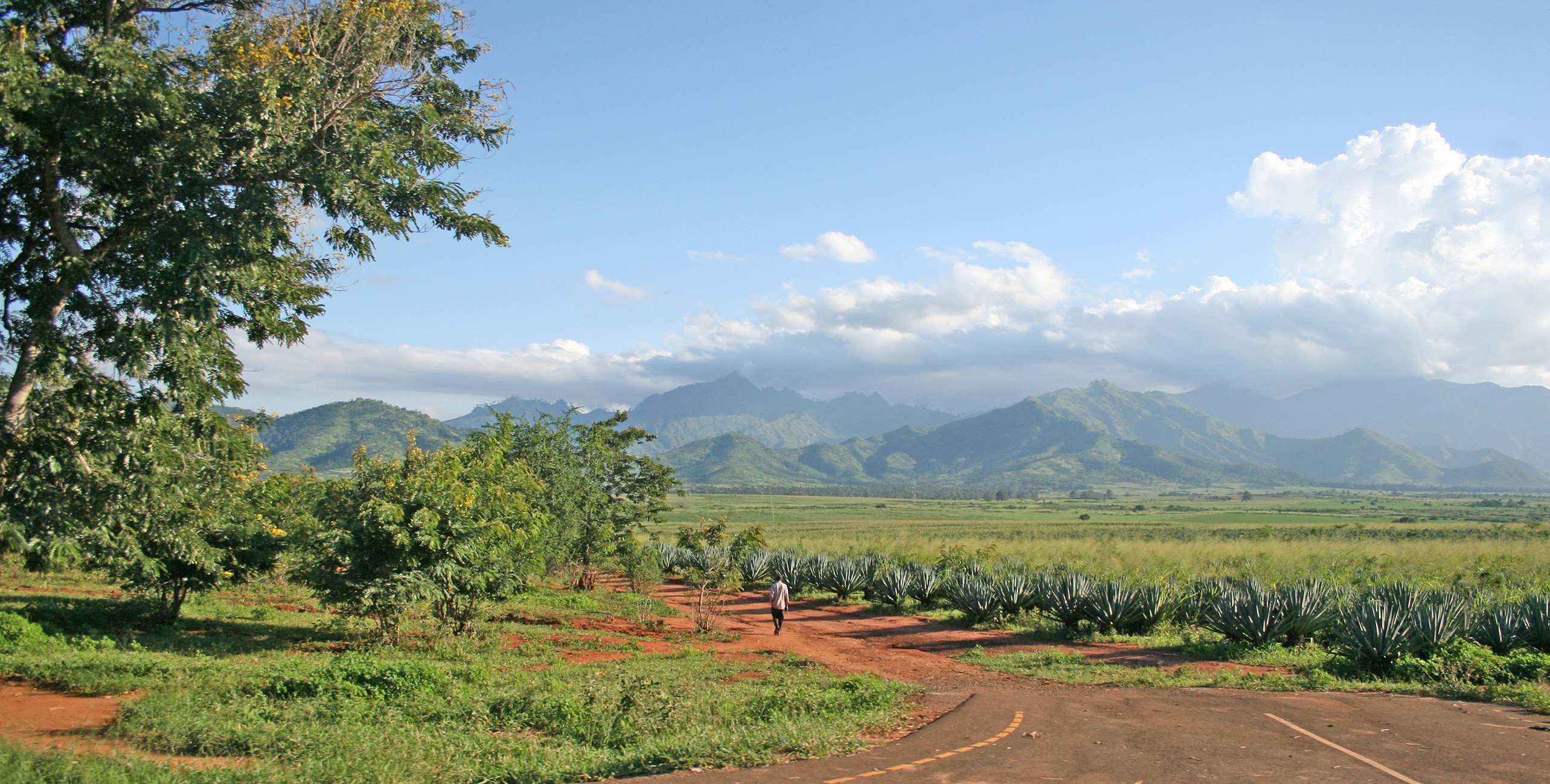
Ackerbau nahe der Stadt Morogoro

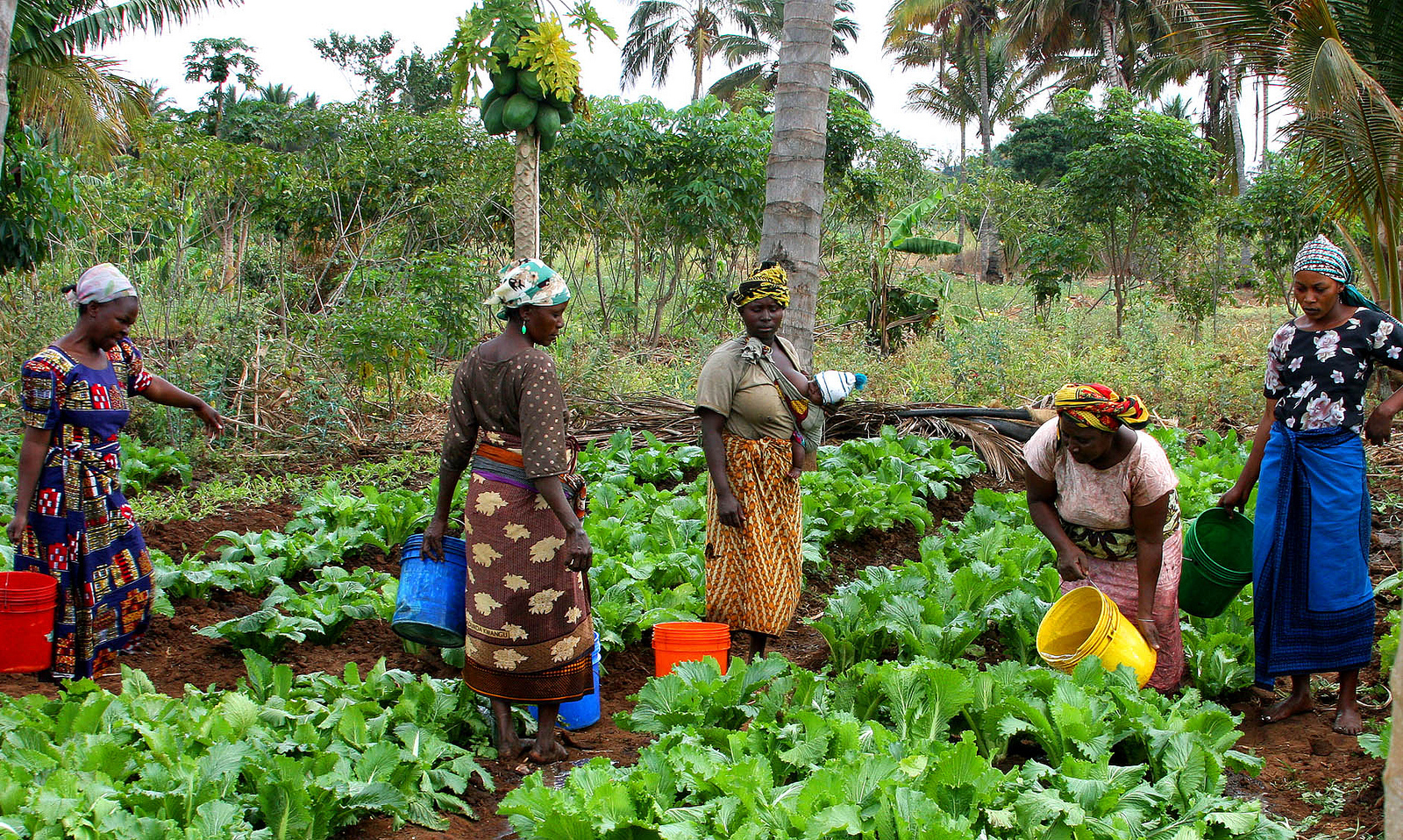
Gemüseanbau

## Wirtschaft und Infrastruktur
Der wichtigste Wirtschaftszweig der Region ist die Landwirtschaft, drei Viertel der Bevölkerung leben von ihr.

### Landwirtschaft
Die Region hat mehr als zwei Millionen Hektar Ackerland, von denen vierzig Prozent kultiviert werden. Für den Eigenbedarf werden vor allem Mais, Reis, Hirse, Maniok, Süßkartoffeln, Bohnen und Bananen angebaut, für den Verkauf bestimmt sind  Mandeln, Sonnenblumen, Cashewnüsse, Baumwolle, Obst und Gemüse. Die Produktion konnte in der Zeit von 2016 bis 2018 deutlich gesteigert werden:
| Produkt           | 2016 Tonnen | 2018 Tonnen |
| ----------------- | ----------- | ----------- |
| Baumwolle         | 217         | 5141        |
| Cashewnüsse       | 49          | 5743        |
| Kakao             | 422         | 1128        |
| Sonnenblumenkerne | 18.310      | 29.773      |

| Von den 500.000 Haushalten in der Region hielten fast 200.000 Nutztiere, 16 Prozent der Stadtbewohner und 84 Prozent der Landbewohner. Die wichtigsten Haustiere waren Geflügel und Kühe. Im Jahr 2017 wurden von Jänner bis November 6,6 Millionen Liter Milch produziert und 340.000 Paletten Eier verkauft. Das Zentrum der Fischerei ist der Fluss Kilombero. Es beschäftigt sich landesweit aber nur ein halbes Prozent der Haushalte mit Fischfang. Obwohl es einige Sehenswürdigkeiten gibt, ist der Fremdenverkehr gering. Am Bekanntesten sind der Mikumi-Nationalpark und das Selous Wildreservat. | Die zur Anzeige dieser Grafik verwendete Erweiterung wurde dauerhaft deaktiviert. Wir arbeiten aktuell daran, diese und weitere betroffene Grafiken auf ein neues Format umzustellen. (Mehr dazu) |

### Infrastruktur

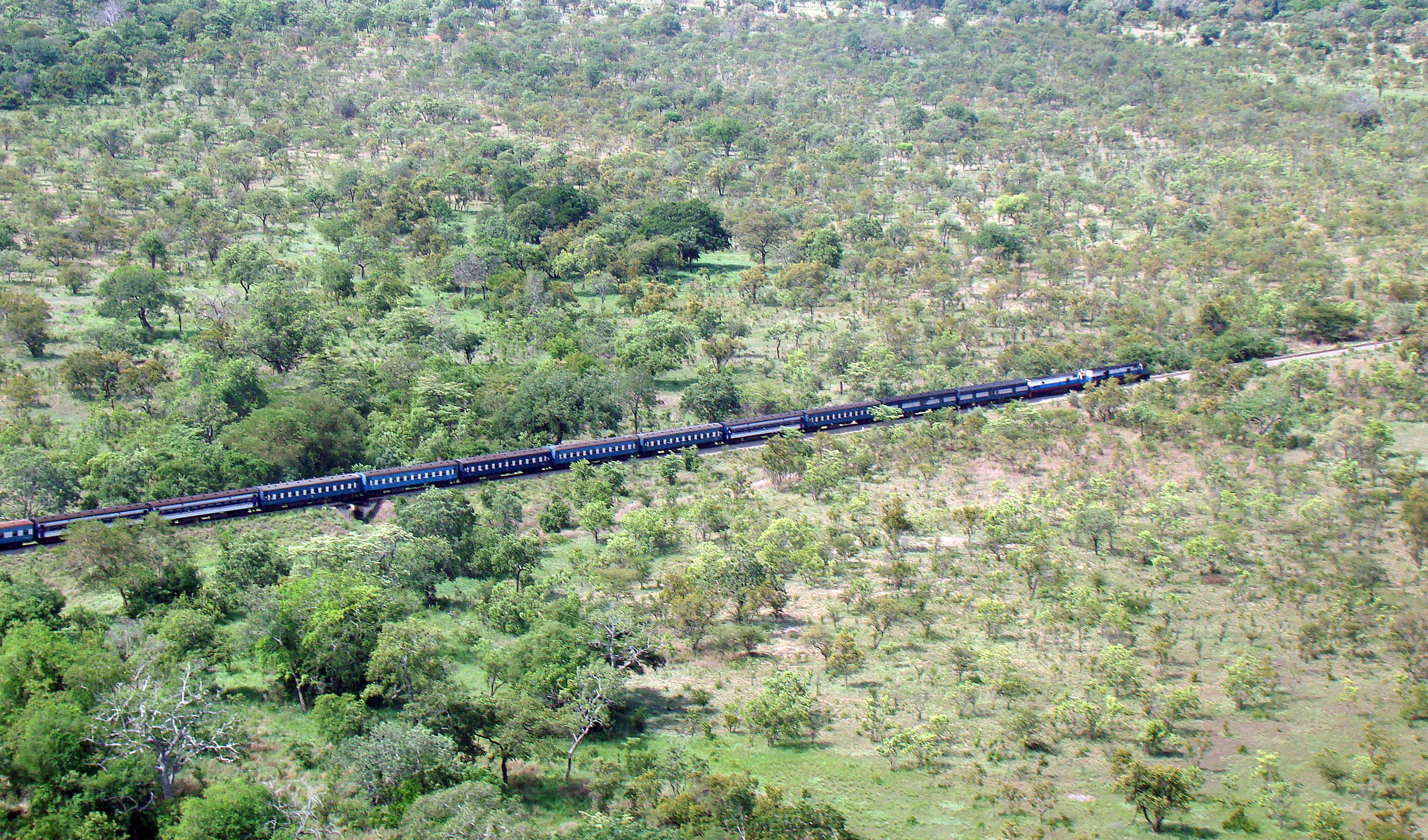
Eisenbahn nach Mbeya im Selous Wildreservat

- Eisenbahn: Durch die Region führen zwei wichtige Eisenbahnlinien. Die Tanganjikabahn, die von Daressalam nach Dodoma und weiter quer durch Tanzania nach Westen verläuft, verläuft durch die Stadt Morogoro und hat auch einen Bahnhof in Kilosa, wo eine Stichbahn nach Süden abzweigt. Die zweite Linie verbindet Daressalam mit Mbeya im Südwesten der Republik.[23] Die Strecke von Daressalam nach Morogoro wird auf elektrifizierte Normalspur umgebaut (Stand 2019).[24]
- Fernbusse: Das zentrale Morogoro Central Bus Terminal befindet sich in der Innenstadt von Morogoro.
- Straßen: Der Tanzam Highway, das ist die Nationalstraße T1, von Daressalam nach Sambia führt durch die Stadt Morogoro. Hier zweigt die Nationalstraße T3 nach Dodoma ab. Von Mikumi führt die T18 durch die Region nach Süden.[25]

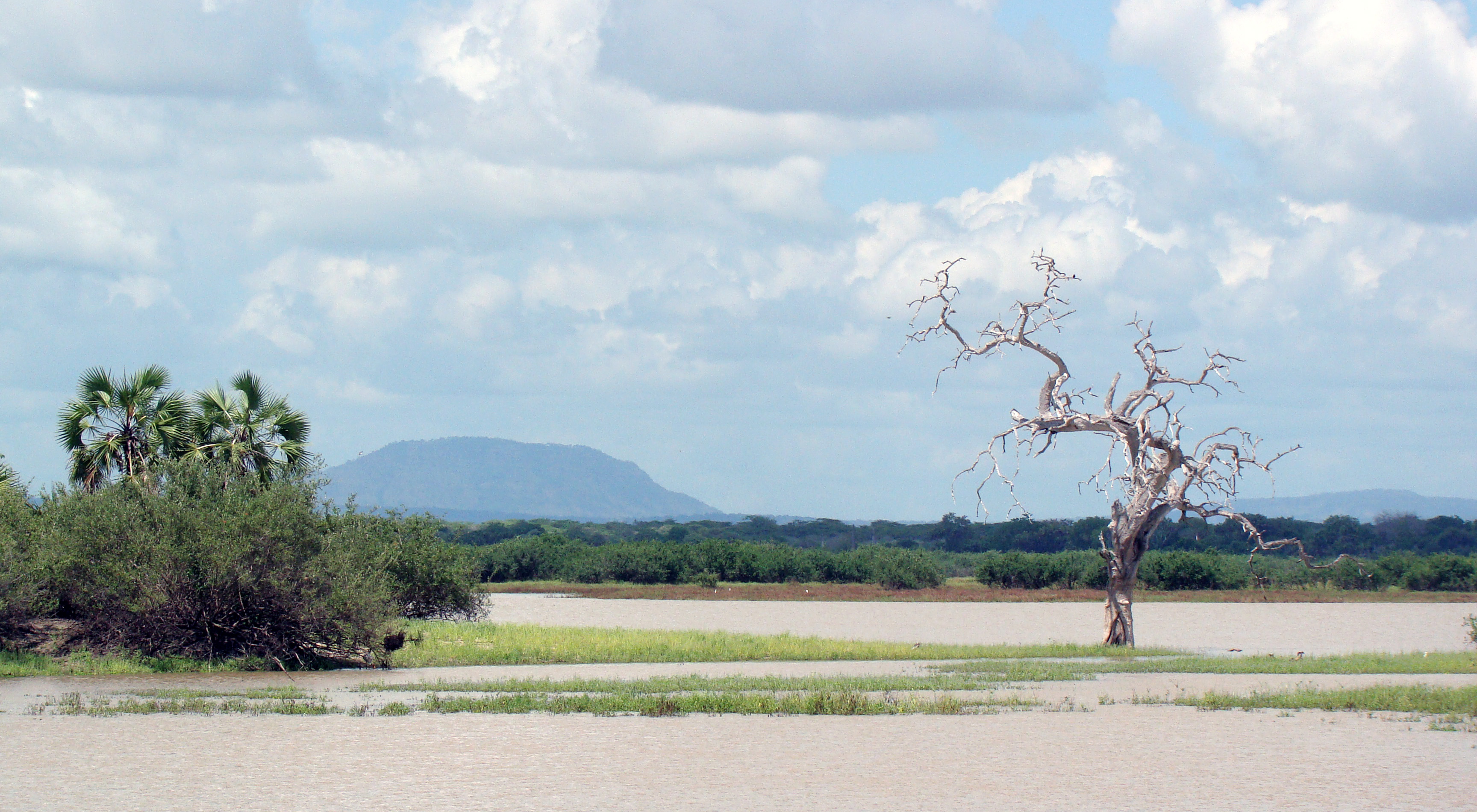
Selous Wildreservat nahe dem Fluss Rufiji

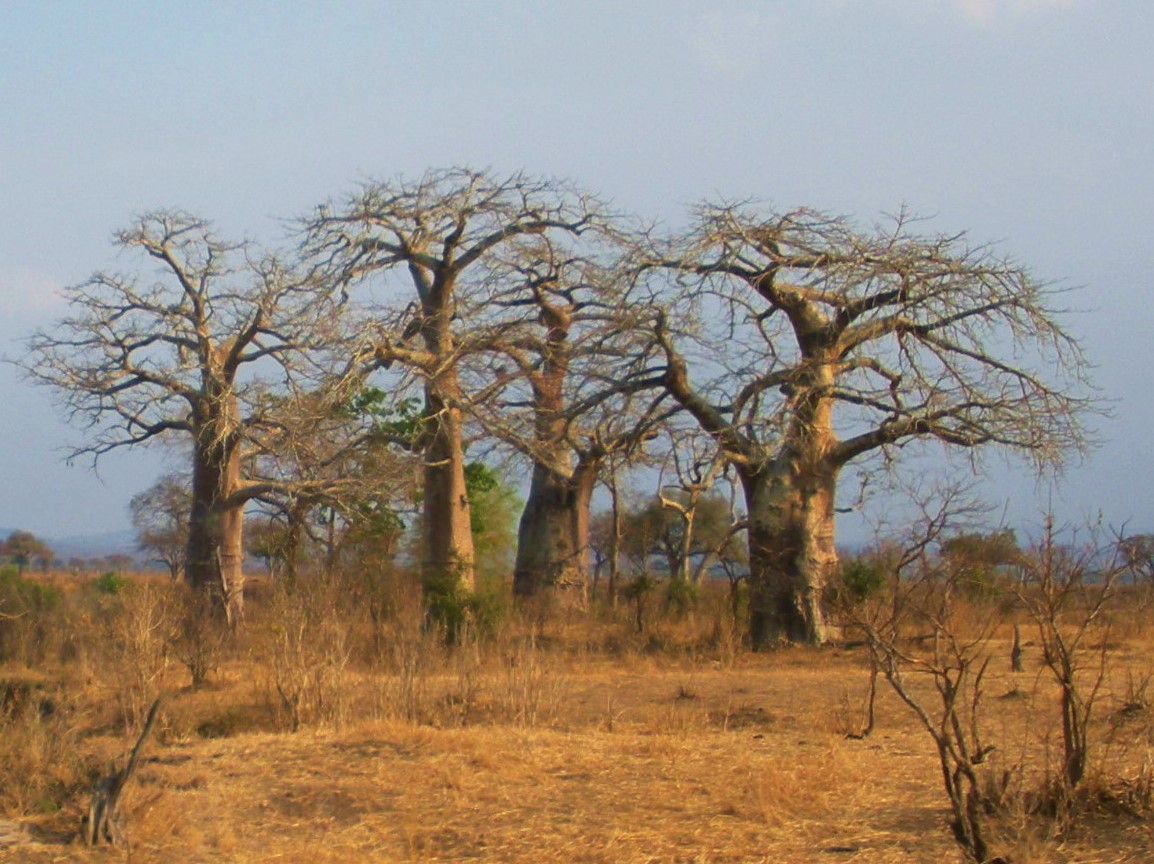
Baobab Bäume im Mikumi-Nationalpark

## Sehenswürdigkeiten
- Mikumi-Nationalpark: Der 3230 Quadratkilometer große Nationalpark hat eine große Vielfalt an Wildtieren und bietet auch Wandersafaris. Gesehen werden können Flusspferde, Zebras, Giraffen, Elefanten, Impalas, Gnus, Hyänen, Büffel und Löwen.[26][27]
- Selous Wildreservat: Der insgesamt 50.000 Quadratkilometer große Nationalpark liegt im Südosten der Region und erstreckt sich auch über die Regionen Lindi und Ruvuma. Er ist das größte unbewohnte Gebiet von Afrika, wo man Tausende Elefanten bei ihrer jährlichen Wanderung beobachten kann und Millionen von Gnus die Hochebene bevölkern. Auch die seltenen Wildhunde können hier gesehen werden.[27]
- Udzungwa Nationalpark: Dieser Gebirgspark ist 1990 Quadratkilometer groß und liegt im Westen an der Grenze zur Region Iringa. Er bietet Wanderungen in ursprünglichen Wäldern, Wasserfälle und Höhen bis 2500 Meter.[26][28]